# 齋藤尚子
齋藤 尚子（さいとう なおこ、1976年7月25日 - ）は、日本の元フィールドホッケー選手。

## 経歴・人物
栃木県出身。東海女子大学を卒業後、グラクソ・スミスクラインに所属する。2004年アテネオリンピックに出場した。